# Kətəlparaq
Kətəlparaq è un comune dell'Azerbaigian situato nel distretto di Bərdə. Conta una popolazione di 3 058 abitanti.